# Ocimar
Ocimar dos Santos Dutra, conosciuto semplicemente come Ocimar (10 marzo 1930), è un allenatore di calcio ed ex calciatore brasiliano, di ruolo difensore.

## Carriera

### Calciatore
Ocimar iniziò la carriera agonistica nel Madureira, per poi passare nel 1953 al Monte Alegre.
Con il Monte Alegre vince il Campionato Paranaense 1955 e due anni dopo, a seguito dello scioglimento del club, si aggrega al Portuguesa.
Nel 1963, per volontà di Castor de Andrade, uno dei maggiori finanziatori del Bangu, già trentatreenne passò agli Alvirrubro: Ocimar si impose come il cervello del centrocampo, prendendo il posto da titolare a Jair, vincendo con il suo club un campionato Carioca (1966) e un Torneio Início do Rio de Janeiro (1964).
Nell'estate 1967 con il Bangu disputò il campionato nordamericano organizzato dalla United Soccer Association: accadde infatti che tale campionato fu disputato da formazioni europee e sudamericane per conto delle franchigie ufficialmente iscritte al campionato, che per ragioni di tempo non avevano potuto allestire le proprie squadre. Il Bangu rappresentò gli Houston Stars, che concluse la Western Division al quarto posto finale.

### Allenatore
Lasciato il calcio giocato nel 1968, diviene nello stesso anno allenatore del Bangu, che guiderà sino all'anno seguente. Nella prima stagione con il suo club ottenne il sesto posto nel girone 1 del campionato nazionale.  Ritornerà alla guida degli Alvirrubro nel 1972. Ha anche allenato il São Cristóvão, il Portuguesa-RJ, il Comercial-MS, il Figueirense ed il Bragantino.

## Palmarès

### Competizioni statali
- Campionato Paranaense: 1

Monte Alegre: 1955
- Torneio Início do Rio de Janeiro: 1

Bangu: 1964
- Campionato Carioca: 1

Bangu: 1966